# Carlo Francesco Ormea
Carlo Francesco Vincenzo Ferrero Ormea, född 1680 i Mondovì, död den 29 maj 1745 i Turin, var en piemontesisk markis och statsman.
Ormea användes av Viktor Amadeus II (hertig av Savojen och kung av Sardinien) i flera viktiga diplomatiska uppdrag, bland annat i Rom, där han 1728 med påvliga kurian avslöt ett fördelaktigt konkordat. Ormea blev därefter inrikesminister, behöll efter Viktor Amadeus abdikation sin ställning och sitt inflytande hos efterträdaren, Karl Emanuel III, och utverkade 1731 Viktor Amadeus arrestering,  då denne syntes vilja återta regeringen. Ormea blev därefter allenarådande, utnämndes 1732 även till utrikesminister, avslöt 1741 ett nytt konkordat och blev 1742 storkansler. Samma år avslöt han, som dittills fört en fransksinnad utrikespolitik, ett fördrag med Österrike om gemensamt försvar av Milano mot spanjorer och fransmän. Bataljen vid Olmo (1744) blev ett nederlag för Karl Emanuels armé, men nödgade dock fransmännen att (oktober samma år) upphäva belägringen av Coni. Ormea avled kort därefter till följd av överansträngning under fälttåget; han anses som sitt hemlands mest betydande statsman under 1700-talet.